# الغربي (الطويلة)

تعديل مصدري - تعديل

الغربي هي إحدى قرى عزلة الغربي بمديرية الطويلة التابعة لمحافظة المحويت، بلغ تعداد سكانها 372 نسمة حسب تعداد اليمن لعام 2004.